# Clack
Clack és una productora de continguts audiovisuals i culturals creada a la ciutat de Mataró l'any 2001. Els actuals socis de la cooperativa de treball són Georgina Altarriba, Manuel Arenas, Eloi Aymerich, Cristina Madrid, Joan Salicrú i Ariadna Vázquez.
Des de llavors ha produït els documentals L'última cinta des de Bòsnia (2020), Les Resilients (2019), Propera parada, Rodalies (2018), Peiró42 (2017), Polifonia Basca (TVC, EiTB i Señal Colombia, 2017), Cançons a la vora del pop (Canal 33 i Comunicàlia, 2010), 165 Regent Street (33, 2012); Pi de la Serra. L'Home del carrer (una producció del Grup Enderrock per a TVE); Cap a la Meta en coproducció amb Dominio Digital (Equador) i TVC (33, 2015); Bon cop de falç, junt amb Enderrock i L'Avenç (TV3 i La Xarxa, 2014-2015) i Desmuntant Laietana (30 minuts, TV3, 2015).
També ha promogut projectes multiplataforma en l'àmbit dels mitjans de comunicació com Diaridelamusica.com –combinant televisió (Xarxa de Televisions Locals), ràdio, Internet i paper- i la minisèrie Nosaltres, els maresmencs (m1tv, 2011).
Té la seu a la Muralla de la Presó, davant del Pati del Cafè Nou. Abans Clack va ser al viver d'empreses d'economia social del Cafè de Mar i a l'espai cultural El Públic, a Can Xammar de Mataró, una proposta cultural que va coimpulsar des del setembre de 2011 fins al desembre del 2016 i on se celebraven anualment concerts i activitats com presentacions de llibres i converses amb artistes. El Públic acollia una zona de restauració, l'espai de treball de la productora i un escenari on es duien a terme activitats relacionades amb els continguts que treballava Clack.